# 釈迦山大菩提寺
釈迦山大菩提寺（しゃかざんだいぼだいじ）とは京都府京都市山科区にある阿含宗の総本山総本殿。1991年4月竣工。熊谷組が施工した純日本様式の建築物である。寺号額は袁徳星の書になる。本尊としてスリランカ国より公的に寄贈された釈迦の真身舎利が祀られている。
併設して、花山霊廟、錬成道場、ブータン堂などがある。
庭園にある蝸牛庵は阿含桐山杯決勝戦の会場となっている。
毎年2月には阿含の星まつりが境内に隣接する修法地にて開催される。
毎年5月5日には大仏祭が催される。
阿含・桐山杯全日本早碁オープン戦の会場となっている。